# Židé v Praze
| Židé a judaismus |
| Židé • Judaismus • Kdo je Žid |
| Ortodoxní • Konzervativní (Masorti) Progresivní (Reformní - Liberální) • Ultraortodoxní Samaritáni • Falašové • Karaité                                                                                            |
| Etnické skupiny a jazyky |
| Aškenázové • Sefardové • Mizrachim Hebrejština • Jidiš • Ladino • Ge'ez • Buchori |
| Populace (vývoj) |
| Evropa • Amerika • Asie • Afrika • Austrálie |
| Náboženství |
| Bůh • Principy víry • Boží jména 613 micvot • Halacha • Noachidské zákony Mesiáš • Eschatologie |
| Židovské myšlení, filosofie a etika |
| Židovská filosofie Cdaka • Musar • Vyvolenost Chasidismus • Kabala • Haskala |
| Náboženské texty |
| Tóra • Tanach • Mišna • Talmud • Midraš Tosefta • Mišne Tora • Šulchan aruch Sidur • Machzor • Pijut • Zohar |
| Životní cyklus, tradice a zvyky |
| Obřízka • Pidjon ha-ben • Simchat bat • Bar micva Šiduch • Svatba • Ketuba • Rozvod (Get) • Pohřeb Kašrut • Židovský kalendář • Židovské svátky Talit • Tfilin • Cicit • Kipa Mezuza • Menora • Šofar • Sefer Tora |
| Významné postavy židovství |
| Abrahám • Izák • Jákob • Mojžíš Šalomoun • David • Elijáš • Áron Maimonides • Nachmanides • Raši Ba'al Šem Tov • Ga'on z Vilna • Maharal                                                                           |
| Náboženské budovy a instituce |
| Chrám • Synagoga • Ješiva • Bejt midraš Rabín • Chazan • Dajan • Ga'on Kohen (kněz) • Mašgiach • Gabaj • Šochet Mohel • Bejt din • Roš ješiva                                                                      |
| Židovská liturgie |
| Šema • Amida • Kadiš Minhag • Minjan • Nosach Šacharit • Mincha • Ma'ariv • Musaf |
| Dějiny Židů |
| starověk • středověk • novověk |
| Blízká témata |
| Antisemitismus • Gój • Holocaust • Izrael Filosemitismus • Sionismus Abrahámovská náboženství |
| z • d • e |

Židé v Praze jsou doloženi od 10. století, jejich sídliště byla soustředěna do několika míst a od 13. do 18. století omezena na oblast Židovského města, pozdější čtvrti Josefova. Činnost dnešní komunity, značně redukované asimilací a zejména holokaustem, se soustředí v Židovské obci a okolo Židovského muzea a je organizována v rámci Pražské židovské obce.
Židé v Praze významně přispěli k místnímu kulturnímu bohatství, jmenovat lze například Staronovou synagogu ze 13. století, rozvoj kultury a vzdělanosti okolo doby rudolfinské reprezentované Pražským Maharalem (rabbi Löw) a okruh německy píšících spisovatelů (Prager Kreis) počátku 20. století v čele s Franzem Kafkou. Židovská populace v Praze zároveň patří mezi nejstarší a nejznámější ve Střední Evropě a středověké ghetto v Praze bylo střediskem židovského mysticismu.

## Dějiny

### Nejstarší dějiny
Nejstarší zpráva o Židech v Praze je z 10. století v neurčité zmínce Ibrahíma ibn Jákúba. V 11. století byli Židé v Praze již dobře etablováni, sídlili minimálně na dvou místech, na jednom blíže Pražskému hradu (tehdy hradišti), druhém blíže Vyšehradu. Byli považováni za majetné a měli vlastní, nejstarší pražskou synagogu. V roce 1096 během tažení první křížové výpravy, došlo k nejstaršímu známému pogromu, kdy křižáci Židy násilím křtili a zabíjeli ty, co se nechtěli podvolit. Biskup Kosmas se marně snažil vynuceným křtům zabránit. Židům byla zkonfiskována synagoga a přeměněna na kostel, vyšehradské židovské sídliště zřejmě zaniklo.
Mezi nuceně pokřtěnými byl i Jakub Apella, který udělal vysokou kariéru u knížecího dvora. V roce 1124 se však vrátil k židovské víře a zrušil křesťanský stánek v synagoze. Za to ho kníže uvěznil a židovská obec jeho život musela vyplatit vysokou částkou. Nicméně Židé svou modlitebnu zřejmě znovu užívali až do roku 1142, kdy byla spolu s židovskými a mnoha dalšími domy vypálena během obléhání Hradu Konrádem II. Znojemským. Poté se již zřejmě židovské osídlení soustředilo do oblasti budoucího Židovského města.
Poznání nejstarších dějin je omezené, opírá se o několik stručných informací Kosmovy kroniky a zmínky jeho pokračovatele Mnicha sázavského. K nedořešeným otázkám patří zejména lokalizace pražských židovský sídlišť, o kterých existuje více různých teorií.

### Vrcholný a pozdní středověk

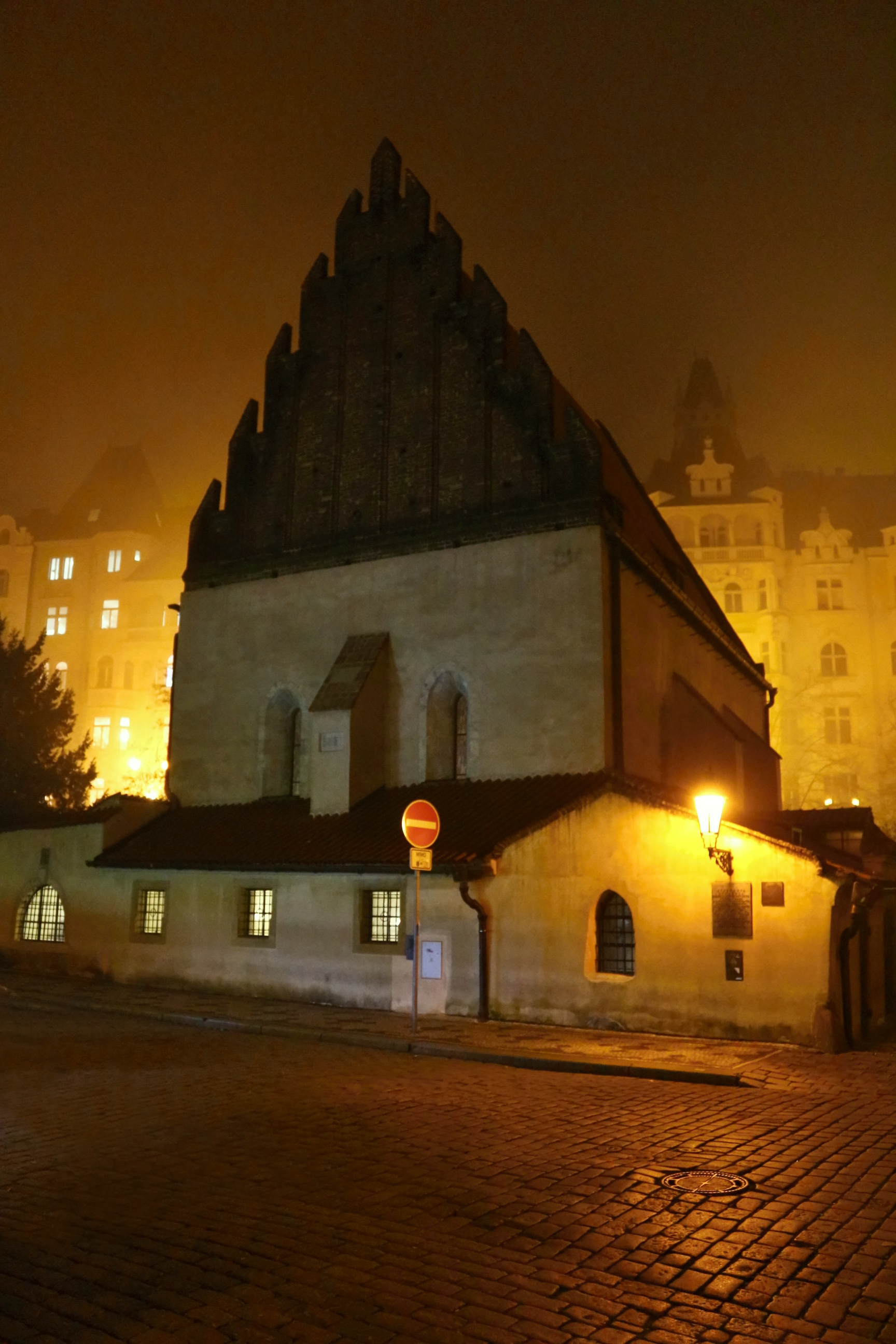
Staronová synagoga

Od roku 1215, kdy Čtvrtý lateránský koncil označil židy za viníky smrti Ježíše Krista, byli vykázáni do ghetta. Pražské židovské ghetto (německy Judenstadt) existovalo zhruba od téhož roku.
Zdejší nejstarší židovský svatostánek, "Stará škola" ze 13. století, byla několikrát zničena a opravována, nakonec však byla roku 1867 stržena a o rok později nahrazena novou, dnešní Španělskou synagogou. Připomínka názvu Staré školy se pak zachovala alespoň v původním názvu "Velké" neboli "Nové školy" a ulici „U staré školy“. Poté vznikly další synagogy, jako středověká Staronová synagoga Altneuschul postavená roku 1270 v gotickém slohu, jedna z nejstarších dosud využívaných v Evropě. Je však možné, že název „staronová“ vznikl zkomolením hebrejského výrazu „al tenai“ do německého altneu (staronový).
V roce 1389 za panování krále Václava IV. (1378-1419) došlo v Praze k velkému pogromu, který je znám jako „Krvavé Velikonoce“. Tehdy byl zavražděn i otec Avigdora Kary, jehož náhrobní kámen je nejstarším dochovaným na Starém židovském hřbitově. Ten byl založen v roce 1439 na nevelkém pozemku mezi Pinkasovou a Klausovou synagogou. Patří k nejstarším v Evropě, (nejstarší, z 11. století se nachází v německém Wormsu). Během více než čtyř set let zde bylo pochována asi 200 000 osob. Kvůli omezené kapacitě byly další hroby kladeny na sebe, a to až ve dvanácti vrstvách. Patrně nejznámější tumba patří rabimu Löwovi, narozenému v roce 1525, jenž zemřel roku 1609, jemuž je přisuzováno stvoření Golema, umělého člověka z hlíny. Poslední pohřeb se zde konal roku 1787. Starý židovský hřbitov se paradoxně dochoval zřejmě díky rozhodnutí nacistů. Jiné židovské hřbitovy byly nacisty byly zničeny a náhrobky použity jako cvičné terče, Hitler však nařídil, aby byl pražský hřbitov zachován jako součást muzea, poté co budou všichni Židé zlikvidováni.

### Novověk

#### Období renesance

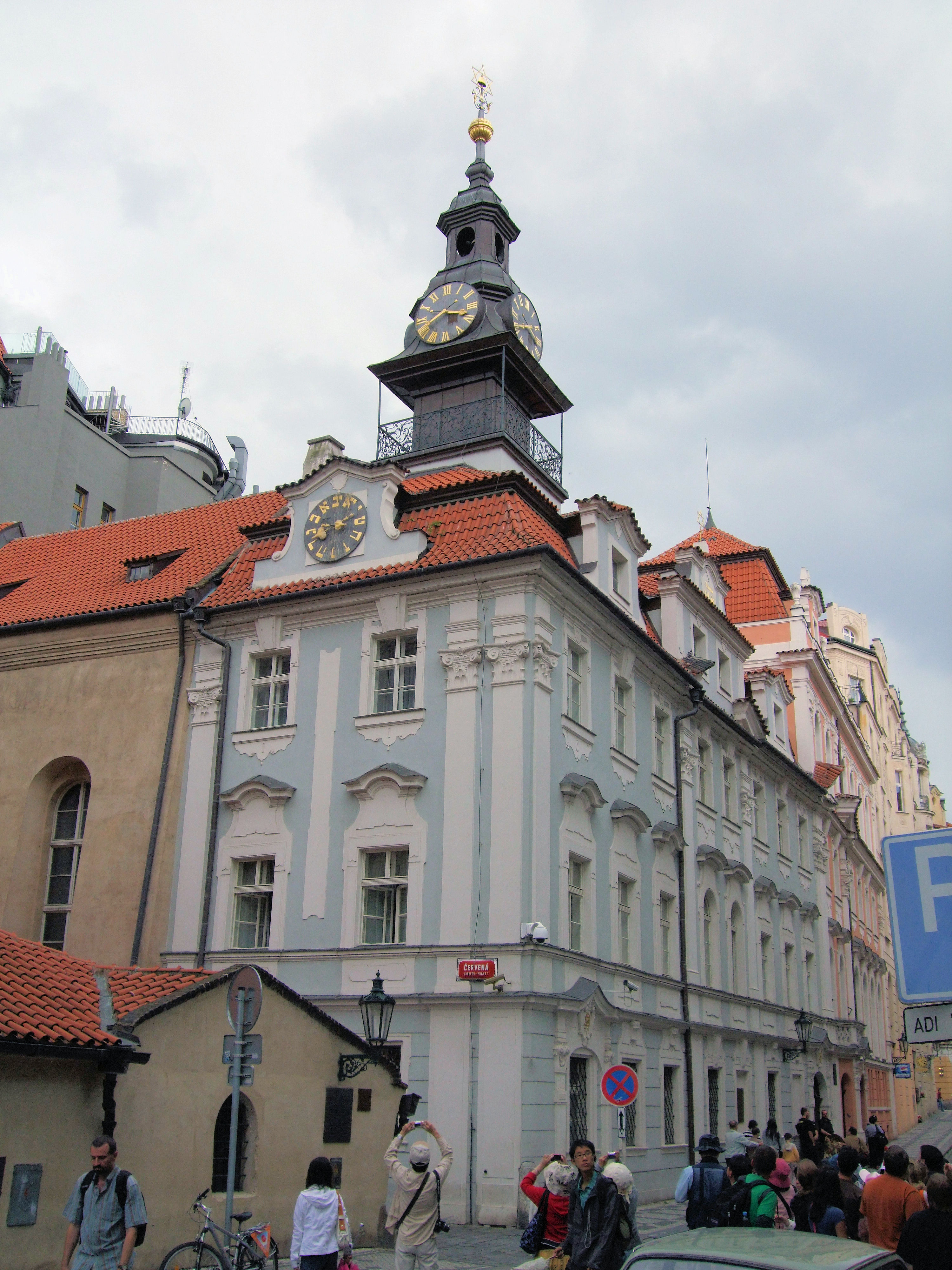
Stará radnice v pražské Židovské čtvrti

16. století znamenalo počátek židovské renesance v Praze. Po roce 1501 došlo k hospodářskému rozmachu díky otevřené ekonomické atmosféře v Českém království. V letech 1522–1541 se populace ghetta téměř zdvojnásobila díky přílivu Židů vyhnaných z Moravy, německých zemí (Svaté říše římské), Rakous a Španěl. Plocha ghetta se zvětšila díky zákonu umožňujícímu Židům stavět domy na pozemcích v sousedství ghetta. Ghetto získalo vlastní radnici s malou zvoničkou sloužící ke svolávání zasedání. Židé dokonce získali právo na vyvěšení vlastní zástavy. Život v ghettu vzkvétal v mnoha ohledech, bylo zde množství různých myslitelů té doby, jako matematici, astronomové, geografové, historii, filosofové a umělci. V období renesance byly vystavěny čtyři největší pražské synagogy. Pinkasova synagoga byla vystavěna v renesančním slohu a pražským Židům sloužila od roku 1479. Synagoga se ovšem nacházela v záplavové zóně, což způsobovalo častá poškození.

#### V Habsburské monarchii

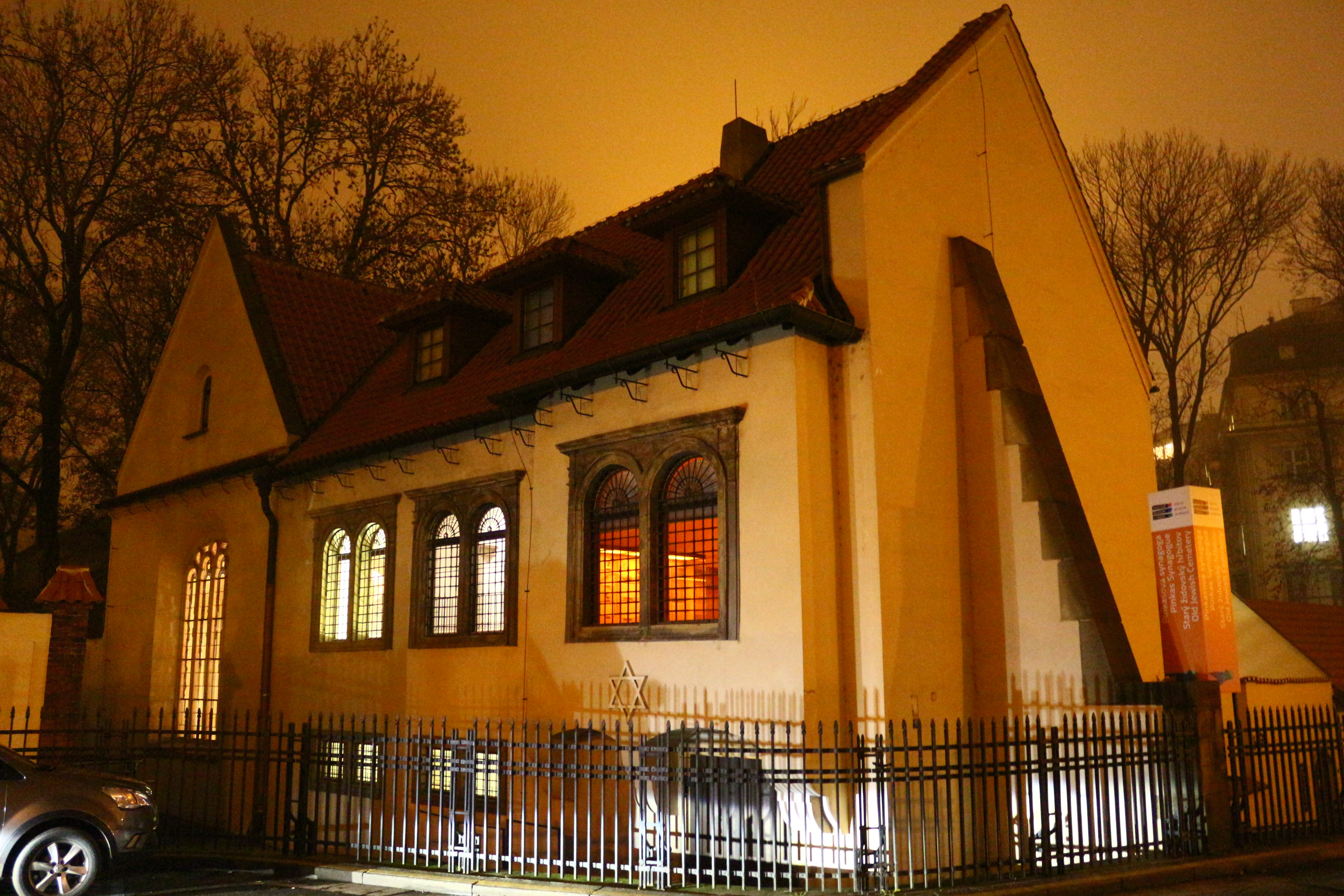
Pinkasova synagoga ve večerních hodinách

Během panování prvních habsburských králů, bylo židovské obyvatelstvo dvakrát vyháněno, a to v letech 1542 a 1561. Pokaždé, když se vrátili však byl jejich rozmach ještě větší. Naopak roky 1564-1612 v době panování dalších Habsburků Maxmiliána II. a Rudolfa II. pro pražské Židy představovaly “zlatou éru”. V roce 1591 císař Rudolf II. povolil stavbu Maiselovy synagogy ve stejnojmenné ulici, pojmenované po velkém pražském mecenáši Mordechaji Maiselovi, jenž věnoval prostředky na výstavbu tohoto chrámu. Synagoga v průběhu let utrpěla několik požárů.
| „                 | [Sobota 29. července 1600] K sedmé hodině ranní toho dne jsme se v loďce přepravili přes řeku a šli jsme do Židovského Města. Je velmi malé a na noc se zavírá, třebaže se nachází v ohrazení Starého Města. Tam jsme viděli ženy s čepci z taftu a žlutého plátna. Jsou všechny ohyzdné jako muži jejich víry. Většina se jich procházela po ulicích, neboť se slavil jejich sabat. Velmi mnozí z nich jsou lidé neobyčejně zámožní; žijí v míru s císařem, kterému odvádějí ročně jeden dukát z hlavy a za celou obec dva tisíce navíc; kromě toho mu často půjčují vysoké částky peněz. Jejich muži, ba ani ženy, se oděvem nijak neliší od křesťanů. Svobodně si tu zřídili pět nebo šest synagog; jedna z nich [Maiselova] je zcela nová a její stavba stála patnáct tisíc dukátů. Vešli jsme do ní a uviděli tam ženy shromážděné odděleně od mužů ve dvou prostorných chodbách nad sebou, které v přízemí a patře obíhají kolem místa, kde se zpívá. Tam je jakési ohrazené místo bez oltáře, kde muži provozují velmi hlasitě velice nelibý zpěv a doprovázejí jej nesčetnými posunky. Uprostřed je také něco na způsob měděné kaple, kam přinášejí posvátné knihy Mojžíšovy ručně psané starým hebrejským souhláskovým písmem na svitku neposkvrněného pergamenu opatřeného na obou koncích silnými stříbrnými tyčemi. Na ně ten velký svitek navíjejí a pak jej zase odvíjejí a odkrývají tak text podle toho, jak z něj čtou a zpívají. ... Židé chodí do synagogy v dlouhých skládaných kaftanech; na hlavách nosí okrouhlé čepice a přes ramena si přehazují šerpy z vlněné látky bílé barvy a s četnými provázky na obou koncích. Což by také podle příkazu měli nositi po městě, jak sami říkají. Jistě by příkaz dodržovali, nebýt toho, že by je po oděvu každý na první pohled příliš snadno rozeznal. ... Jakmile se bídný židovský lid dozví o příjezdu nějaké význačné osobnosti do města, hrne se za tím člověkem do jeho domu a snaží se mu prodat spoustu nejrůznější veteše; ti obchodníčci jsou přitom sice vystaveni mnohému ponížení, ale to jim nebrání znovu se tam vracet. | “ |
| — Pierre Bergeron | |   |

Další synagoga - Klausová - byla postavena roku 1694, rovněž na pozemku darovaném Mordechajem Maiselem, v barokním slohu. A konečně Vysoká synagoga stojí vedle židovské radnice. Svůj název dostala proto, že se nachází ve druhém poschodí. Tato synagoga sloužila radě starších.
Na počátku 18. století tvořili Židé asi čtvrtinu pražské populace. Tehdy v Praze žilo Židů více, než kdekoli jinde ve světě. Tato “zlatá éra” skončila s nástupem Marie Terezie na trůn a opětovným vypuzením Židů.

#### Josefinské reformy
Zásadní změnu postavení židů směrem k občanské rovnoprávnosti znamenaly reformy Josefa II. z roku 1781, shrnuté roku 1797 v Systemálním patentu.
Nová ústava z roku 1848 přinesla Židům stejná práva, jaká měli i většinoví obyvatelé, to ještě potvrdila ústava z roku 1867. Po polovině 19. století se většina bohatých Židů vystěhovala a do bývalého ghetta, které se roku 1850 stalo 5. městskou částí Prahy jako Josefov, se postupně nastěhovala lůza. Hygienické podmínky byly otřesné, proto byl roku 1893 vydán asanační zákon a většina budov v Josefově byla stržena. Zůstalo jen 6 synagog (Staronová, Pinkasova, Maiselova, Španělská, Vysoká a Klausová), Maiselova radnice a Starý židovský hřbitov. Zničení Nové, Cikánovy a Velkodvorské synagogy bylo impulsem pro vznik Židovského muzea v Praze roku 1906.

## Standarty pražských Židů

Přibližná podoba praporu pražského ghetta

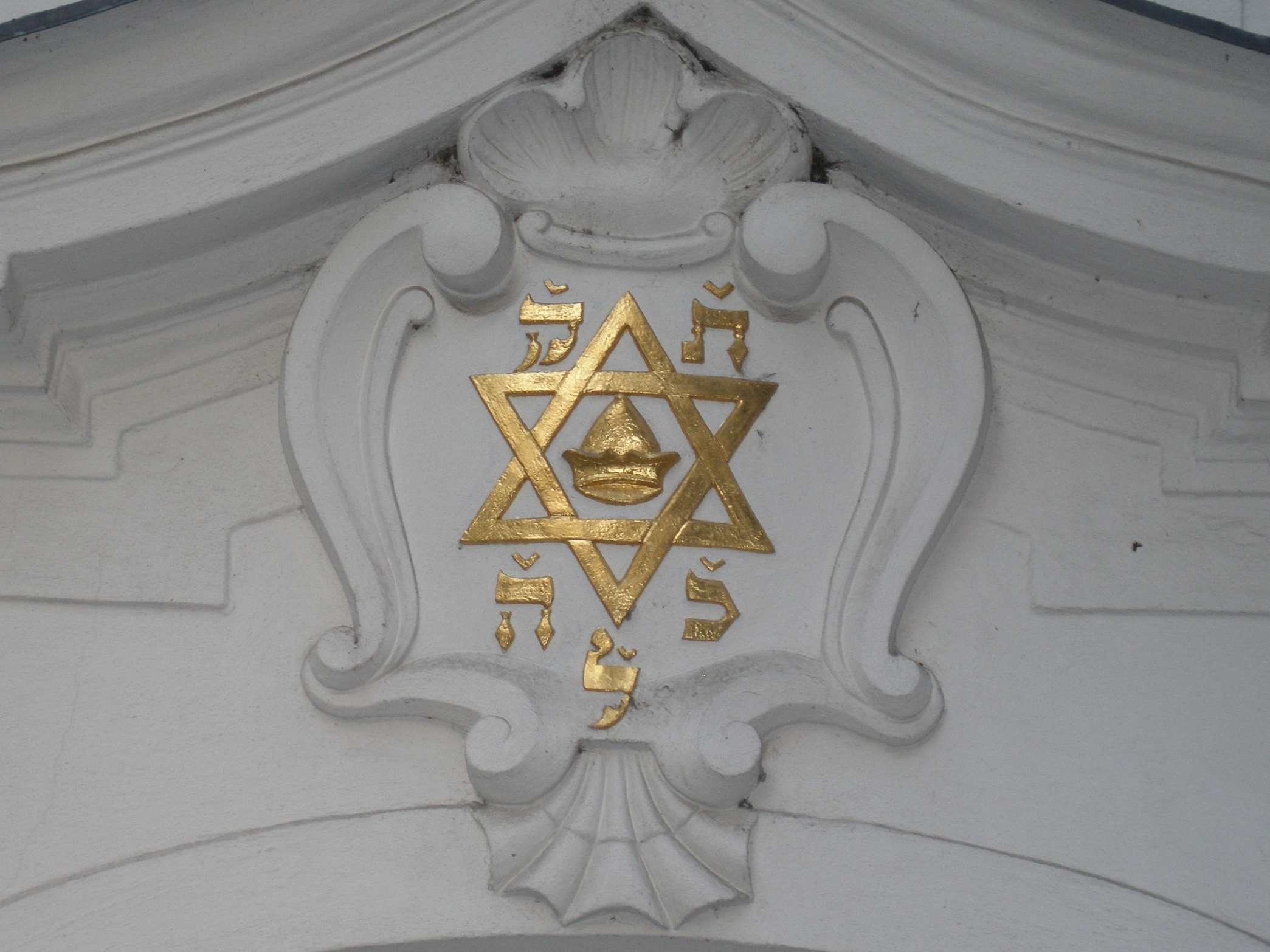
Znak pražského židovského města

V roce 1357 udělil Karel IV. pražským Židům právo užívat vlastní zástavu a znak. Červený prapor nesoucí žlutou Davidovu hvězdu (Magen David), která je zřejmě první použití tohoto symbolu reprezentujícího židovskou komunitu.
V roce 1648 udělil císař Ferdinand III. židovské obci válečnou zástavu pro pomoc v boji proti Švédům během třicetileté války.
Prapor se žlutou Davidovou hvězdou v červením poli je v současnosti symbolem židovské komunity a staré židovské čtvrti - Josefova.

## Pražské synagogy
- Nejstarší synagoga v Praze (zaniklá)
- Stará škola (zaniklá)
- Staronová synagoga
- Pinkasova synagoga
- Maiselova synagoga
- Egerova synagoga (zaniklá)
- Španělská synagoga
- Vysoká synagoga
- Stará Klausová synagoga (zaniklá)
- Klausová synagoga
- Nová synagoga (zaniklá)
- Cikánova synagoga (zaniklá)
- Velkodvorská synagoga (zaniklá)
- Popperova synagoga (zaniklá)
- Vinohradská synagoga (zaniklá)
- Jeruzalémská synagoga (zvaná Jubilejní)
- Stará synagoga v Libni (zaniklá)
- Nová synagoga v Libni (využívána sporadicky)
- Smíchovská synagoga (archiv)
- Michelská synagoga (v užívání Církve husitské)
- Synagoga v Uhříněvsi (neslouží původnímu účelu)
- Košířská synagoga (zaniklá, přestavěná na byty)
- Karlínská synagoga (v užívání Církve husitské)
- Bubenská synagoga